# Лучембурго (Арецо)
Лучембурго је насеље у Италији у округу Арецо, региону Тоскана.
Према процени из 2011. у насељу је живело 3 становника. Насеље се налази на надморској висини од 637 м.